# Манус (остров)
Ма́нус (англ. Manus Island) — главный остров островов Адмиралтейства, подгруппы архипелага Бисмарка. Занимает площадь около 1940,2 км², протяженность береговой линии 361,3 км. Является пятым по величине островом Папуа — Новой Гвинеи. Административно относится к провинции Манус региона Айлендс.

## География

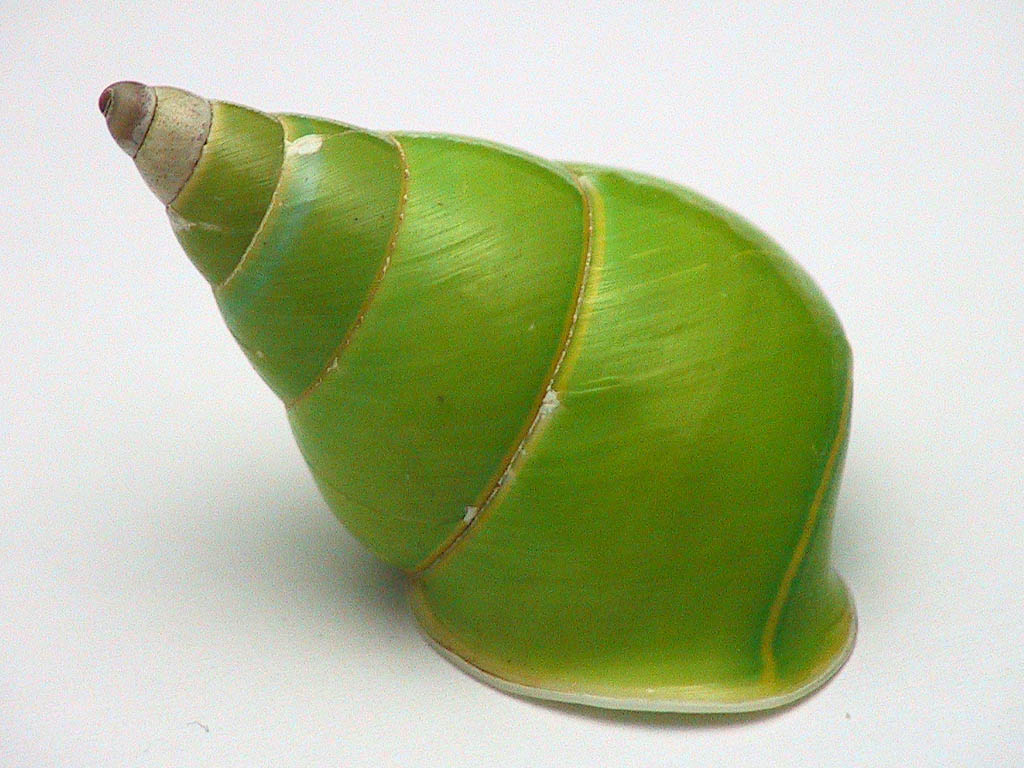
Папуина прекраснейшая — эндемичный для острова вид улиток

Остров является частью Островов Адмиралтейства. Южное побережье острова омывается Новогвинейским морем, северное — Тихим океаном. Остров расположен в 274 км на северо-восток от Новой Гвинеи и в 285 км к западу от острова Новый Ганновер. В непосредственной близости находятся острова Лос-Негрос и Тонг (к востоку), Лоу и Балуан (к юго-востоку) и многочисленные рифы и небольшие песчаные островки. Ближайший материк, Австралия, находится примерно в 1050 км. Длина острова с запада на восток составляет 103 км, максимальная ширина — 28 км, площадь 1940,2 км². Остров является пятым по величине (после Новой Гвинеи, Новой Британии, Новой Ирландии и Бугенвиля) островом Папуа — Новой Гвинеи. Внутренняя часть острова гориста, заросшая влажными тропическими лесами. Наивысшая точка — гора Дремсель, высотой 718 м. Большая часть острова окружена коралловыми рифами (проходы есть только с южной стороны).
Геологически остров Манус имеет вулканическое происхождение. Толщина земной коры под ним составляет 25 км. Образовался остров вероятно в миоцене, 8-10 млн лет назад. Вулканическая активность сохраняется неподалёку от острова в проливе Сент-Эндрюс (вулканы Балуан и Талуман, последнее извержение произошло в 1957 году).
Климат острова является субэкваториальным. Среднемесячные температуры находятся в пределах 22 — 32 °С. Флора и фауна острова очень разнообразна. Имеется несколько эндемичных видов, в частности улитка папуина прекраснейшая.

## История
Европейским первооткрывателем острова, вероятно, является испанский мореплаватель Альваро де Сааведра, открывший его в 1528 году. В 1616 году мимо Мануса проплыли голландские путешественники Виллем Схаутен и Якоб Лемер. Затем до 1875 года остров европейцами не посещался. В 1912 году была основана немецкая колония Лоренгау, в 1914 году остров перешёл под юрисдикцию Австралии. Во время Второй мировой войны, в 1942 году Япония основала на острове военную базу, которая была атакована и уничтожена войсками США во время операции февраля — марта 1944 года. Затем в бухте Сиадлер была построена американская военная база. Однако, ещё в 1950-51 годах австралийское правительство проводило зачистки острова от японских криминальных элементов. На 1971 год на острове находилась база сторожевых катеров ВМС Австралии.

## Население
По данным переписи 2000 года на острове проживало 32 713 жителей в 127 населённых пунктах. Главным городом острова является Лоренгау, с населением 5829 человек. Основа экономики — сельское хозяйство и рыболовство. Производится преимущественно копра, какао, кофе и другие сельскохозяйственные продукты, идущие преимущественно на экспорт.